# Alter Friedhof Karlsruhe

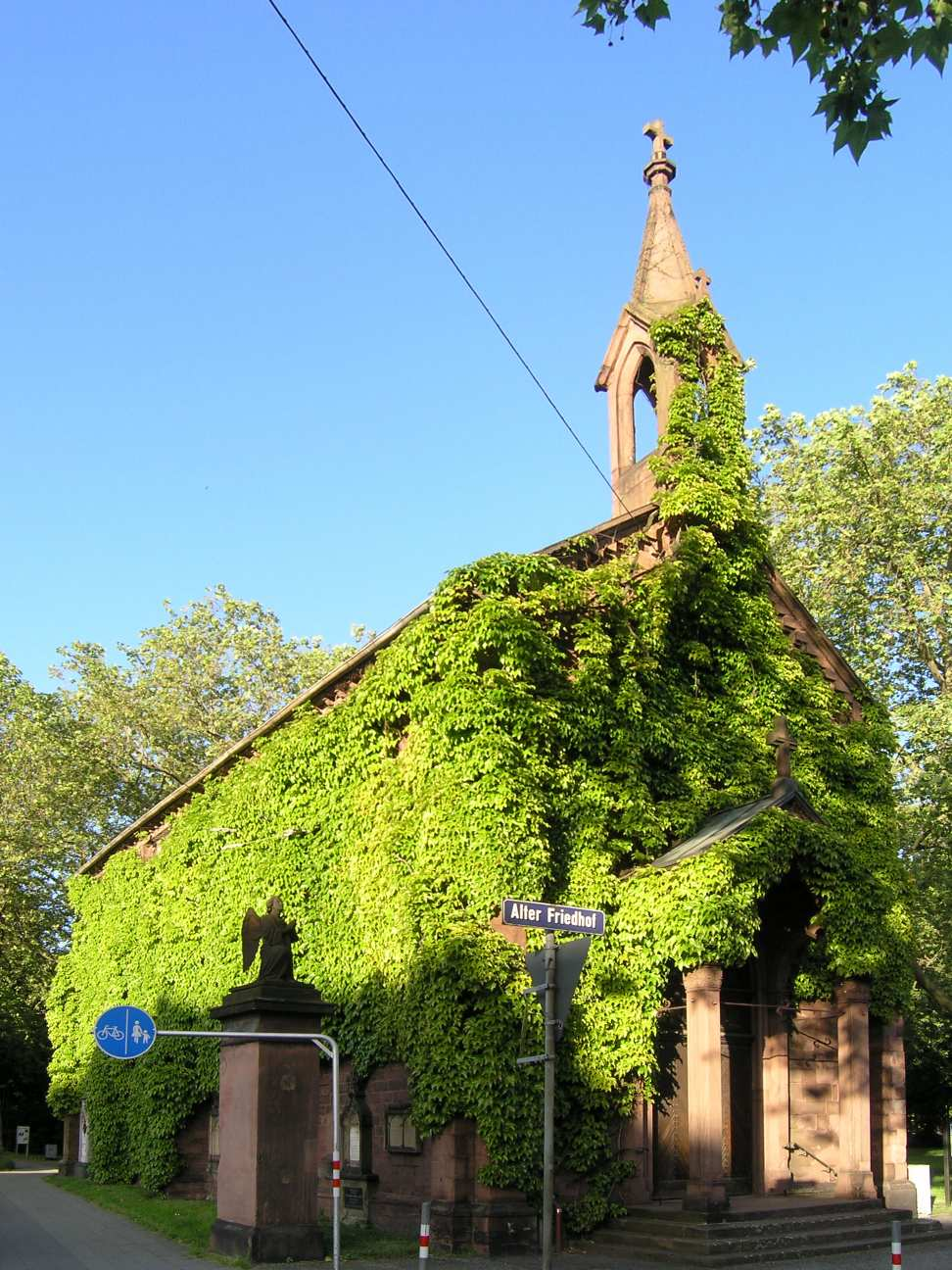
Kapelle am alten Friedhof

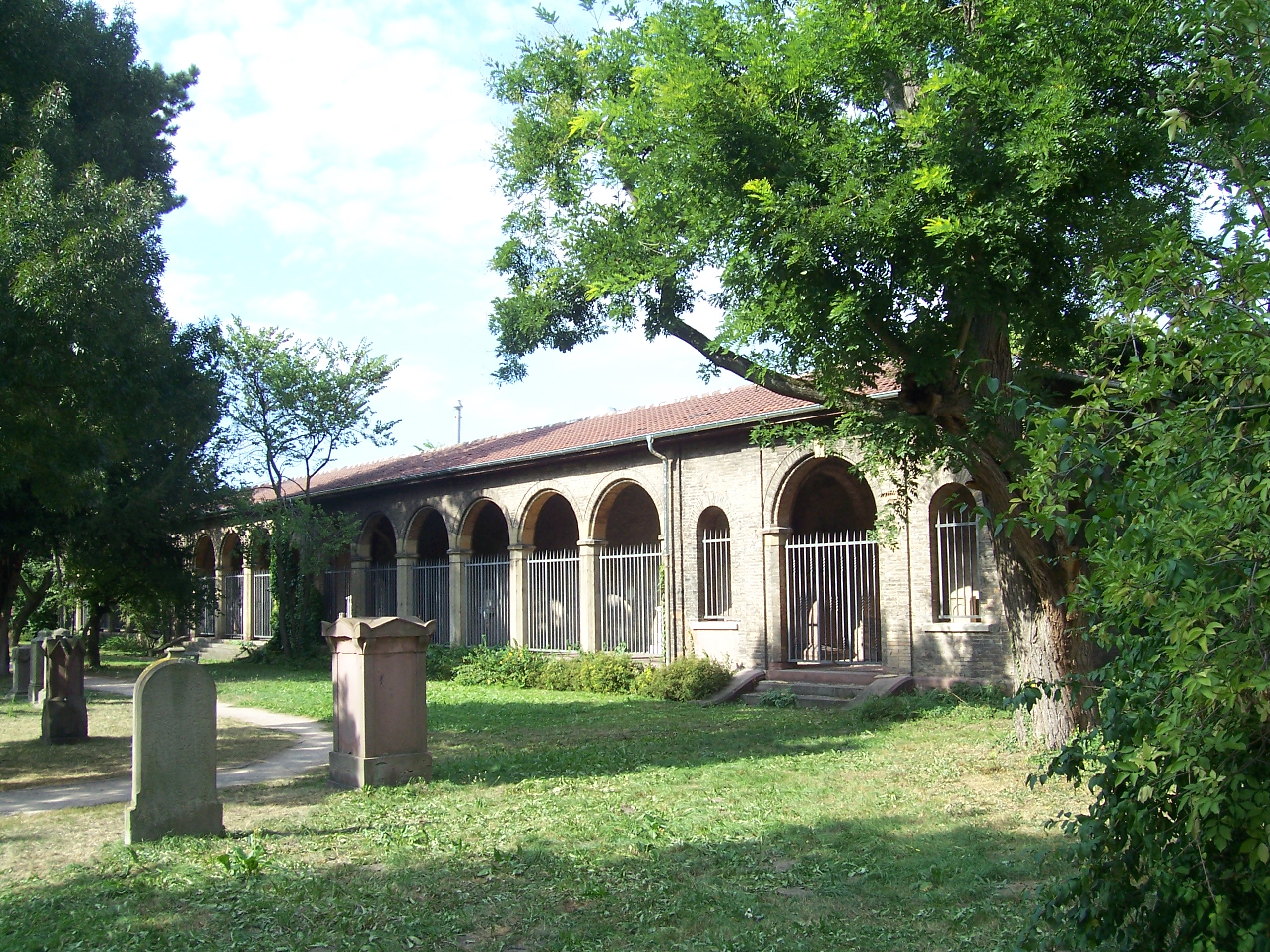
Gruftenhalle alter Friedhof

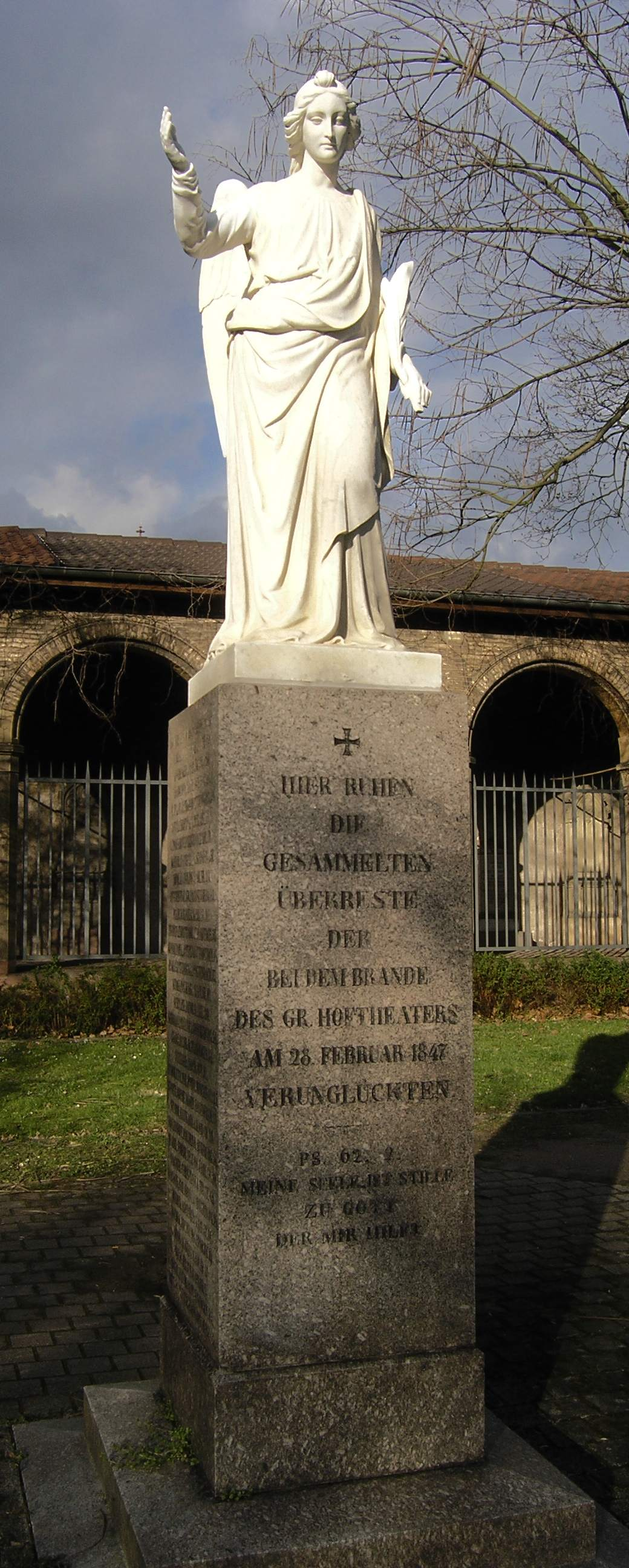
Karlsruhe Theaterbranddenkmal

Der Alte Friedhof in Karlsruhe ist der ehemalige städtische Friedhof der Stadt Karlsruhe. Seit dem Jahr 1781 nutzte die Stadt Karlsruhe den heutigen Alten Friedhof als Begräbnisstätte. Da dieser jedoch durch das allgemeine Bevölkerungswachstum der Stadt schon bald zu klein wurde, fand dort die letzte Bestattung im Jahre 1882 statt. Die meisten Beerdigungen fanden zu diesem Zeitpunkt bereits auf dem von Josef Durm gestalteten und 1874 eröffneten Hauptfriedhof Karlsruhe statt.
Der Alte Friedhof liegt südöstlich der Kapellenstraße und wird durch die Ostendstraße in einen westlichen und östlichen Teil getrennt. Am östlichen Ende der alten Friedhofsanlage schließt sich der alte jüdische Friedhof von Karlsruhe mit der Grabstätte des bekannten Oberlandrabbiner Nathanael Weil an, der heute nicht mehr genutzt wird. Der Alte Friedhof liegt im Stadtteil Oststadt.

## Heutige Nutzung
Der Alte Friedhof besteht heutzutage nur noch aus den Überresten einzelner Kulturdenkmäler und einigen wenigen Grabstätten, der ehemaligen Kapelle, einer Gruftenhalle und Denkmälern sowie einer Grünanlage mit Sport- und Spielplatz sowie Boule-Spiel.

## Gräber
Auf dem Alten Friedhof befinden sich die Überreste der Gräber einiger bedeutender Persönlichkeiten die in Karlsruhe wie auch darüber hinaus gewirkt haben. Zudem sind verschiedene Denkmäler (Denkmal für die Opfer des Theaterbrandes von 1847, Preußen-Denkmal, Denkmal für die 1870/71 an den Kriegsfolgen gestorbenen französischen Soldaten, Kriegerdenkmal der Stadt Karlsruhe) erhalten geblieben.

## Persönlichkeiten
Auf dem Alten Friedhof sind unter anderem folgende bekannte Personen bestattet worden:
- Karl Christian von Berckheim (1774–1849), badischer Staatsmann und Minister
- Wilhelm Ludwig Leopold Reinhard Freiherr von Berstett (1769–1837), badischer Staatsmann und Ministerpräsident
- Friedrich Eisenlohr (1805–1854), Architekt
- Wilhelm Eisenlohr (1799–1872), Physiker
- Heinrich Hübsch (1795–1863), Architekt und großherzoglicher Baudirektor
- Karl Friedrich Nebenius (1784–1857), Badischer Beamter, liberaler Staatsminister und Freimaurer
- Sigismund von Reitzenstein (1766–1847), Badischer Diplomat und Politiker
- Johann Wilhelm Schirmer (1807–1863), Landschaftsmaler und Grafiker
- Heinrich Vierordt (1797–1867), Bankier
- Luise Karoline von Hochberg (1767–1820), zweite Ehefrau des Markgrafen und späteren Großherzogs Karl Friedrich von Baden
- Ludwig Georg Winter (1778–1838), Badischer Politiker

Ebenfalls auf dem alten Friedhof befanden sich das Grab des ersten Oberbürgermeisters von Karlsruhe Wilhelm Christian Griesbach (Umbettung auf den Hauptfriedhof Karlsruhe 1887) des Architekten Friedrich Weinbrenner (Überführung der sterblichen Überreste in die Evangelische Stadtkirche im Jahre 1958) sowie bis zum Jahre 1891 das Grab des Erfinders Karl Drais, dessen Grab sich seit 1891 auf dem Hauptfriedhof befindet.